# Gezichtshoek
De gezichtshoek is de ruimtelijke hoek waaronder beeldschermen en displays van apparaten zijn af te lezen. 
Fabrikanten spannen zich in om de gezichtshoek zo groot mogelijk te maken, zodat ook schuin van opzij het gegenereerde beeld goed zichtbaar is.
Bij lcd-schermen is inversie een vervelend bijverschijnsel dat bestreden wordt. Onder bepaalde gezichtshoeken lijkt de beeldopbouw zich qua kleuren 'om te draaien'.